# Mohamed Szamadí
Mohamed Szamadí (arabul: محمد صمدي); Rabat, 1970. március 21. –) marokkói válogatott labdarúgó.

## Pályafutása

### Klubcsapatban
1992 és 2000 között a FAR Rabat csapatában játszott. 

### A válogatottban
1991 és 1995 között 14 alkalommal játszott a marokkói válogatottban és 1 gólt szerzett. Részt vett az 1992. évi nyári olimpiai játékokon és az 1994-es világbajnokságon, ahol Belgium ellen csereként, Hollandia ellen pedig kezdőként kapott lehetőséget. A Szaúd-Arábia elleni csoportmérkőzésen nem lépett pályára.